# Raine Nuutinen
Pour les articles homonymes, voir Nuutinen.
Raine Nuutinen, né le 8 juin 1931, à Helsinki, en Finlande et décédé le 5 août 2012, à Helsinki, est un ancien joueur finlandais de basket-ball.